# Очирова, Александра Васильевна
Алекса́ндра Васи́льевна Очирова (род. 5 июля 1949 года в селе Перевлес Старожиловского района, Рязанская область, РСФСР, СССР) — советский и российский учёный, общественный и политический деятель, депутат Государственной Думы ФС РФ первого созыва (1993—1995), член Общественной палаты РФ (2006—2012), доктор философских наук, посол доброй воли ЮНЕСКО (2012), академик Российской академии художеств (2021).

## Биография
В 1972 году получила высшее образование на философском факультете Московского государственного университета имени М. В. Ломоносова. В 1976 году окончила аспирантуру Института философии Академии наук СССР, защитила диссертацию кандидата философских наук («Интернациональная сущность марксизма-ленинизма и критика концепции „многомодельного марксизма“»).
С 1976 по 1990 год работала в Институте философии АН СССР, в 1990—1991 годах — в Президентском совете СССР. С 1987 по 1991 год была заместителем председателя в Совете молодых ученых СССР, с 1987 по 1992 год входила в Советский комитет защиты мира. С 1989 года — член Международного союза журналистов и Союза писателей города Москва. С 1990 года — основатель, президент международного женского центра «Будущее женщины». Доктор философских наук (1990, диссертация «Историческая эволюция и философские основы концепции буржуазного социально-политического плюрализма»).
В 1993 году Александра Момджян была избрана депутатом Государственной думы Федерального Собрания Российской Федерации первого созыва от Ингушского одномандатного избирательного округа № 12. Во время работы сменила фамилию на Очирова. В Государственной думе была членом комитета по международным делам, входила в депутатскую группу «Россия». За время исполнения полномочий депутата Государственной думы I созыва выступила инициатором и соавтором закона «О реабилитации ингушского народа». С 1994 года — постоянный участник Всемирных встреч женщин на высшем уровне.
В 1995 году окончила Высшие дипломатические курсы при Дипломатической академии Министерства иностранных дел России. С 2006 по 2012 год — член Общественной палаты Российской Федерации четырёх созывов, председатель Комиссии по вопросам социального развития (затем — по социальной и демографической политике), член Совета Общественной палаты. Член президиума Совета при Президенте Российской Федерации по реализации приоритетных национальных проектов и демографической политике и Общественного совета при ФСБ Российской Федерации. с 2008 года- председатель Общественного совета по инвестированию средств пенсионных накоплений, член Общественного совета города Москвы.
С 2009 года является сопрезидентом Общероссийского общественного движения «За сбережение народа».
Автор-составитель и редактор сборников: «Современный образ России: Перспективы развития» (М., 2008); «Современный образ России: Перспективы развития» (М., 2008); «Развитие семейных форм воспитания детей-сирот и детей, оставшихся без попечения родителей в Российской Федерации» (М., 2009). Член редколлегии серии книг «Библиотека биоэтики» в 10 томах (М., 2020).

## Основные работы

### Научные
- «Марксизм и плюрализм: истоки и сущность» (М., 1983)

Статьи
- «К плюралистическому взгляду на историю» (М., 1982)
- «Мир и развитие» (М., 1985)
- «Только нравственный человек спасёт мир» // «ФСБ. За и против» (2024, № 5/81)
- «Общечеловеческие ценности и нравственность должны стать регулятором универсального развития, его устойчивости и безопасности» // «ФСБ. За и против» (2024, № 2/84)
- «Сбережение Народов» // Российская газета от 20.03.2024 г., среда N60 (9302)
- «К вопросу цивилизационно-гуманитарной основы евразийства» // Алтайский вектор евразийской интеграции (М., 2024).

### Художественные
- «В начале мира было слово» (М., 1998)
- «Полёт над городом вдвоём» (1999)
- «Пусть недосказанность останется» (М., 1999)
- «В глубинном таинстве колодца» (М., 2000)
- «Страсти без времени» (М., 2002)
- «Предел возможности любить» (М., 2004)
- «Избранное» (М., 2006)
- «Вертикаль восходящего света» (М., 2007)
- «Свет есть везде» (М., 2009)
- «Я рисую свои акварели» (М., 2009)
- «Собрание сочинений в трех томах» (М., 2009, 2010)
- «Poemos escogidos» («Избранные стихи», перевод на испанский; Мадрид, 2010)
- «Свет есть везде» (М., 2011)
- «Смыслы» (М., 2012; перевод на болгарский — София, 2019)
- «Ангел по имени ищет меня» (М., 2014)
- «Невидимые силы бытия» (М., 2016; перевод на французский; Париж, 2019
- «Пространства истины и света» (М., 2021)
- «Исповедь летит над куполами» (М., 2019)
- «Мои горизонты» (на русском, английском и арабском; Каир, 2023)
- «Русский Космизм» (перевод на английский; Каир, 2024).

## Награды
- Орден Дружбы (2001)[6]
- Медаль «За трудовую доблесть» (1985)[6]
- Медаль «В память 850-летия Москвы» (1997)[6]
- Лауреат Премии Ленинского комсомола в области науки (1983)[6]
- Благодарность Председателя Правительства Российской Федерации[6]
- Почетный знак Губернатора Рязанской области «За веру и добродетель»[13]